# Wilhelm Leonard Rydberg
Wilhelm Leonard Rydberg,, född 28 juli 1821 i Askersund, död 21 november 1903 i Kristinehamn var en svensk konstnär och bankkassör.
Han var son till traktören Erik Ryberg och Anna Maria Liljeqvist och från 1864 gift med Emma Christina Norrbom.
Rydberg utbildade sig för den merkantila banan och drev tillsammans med två bröder en diverse- och grosshandel i Kristinehamn. Senare kom han huvudsakligen att ägna sig åt bankverksamhet. Till hans fritidssysselsättningar hörde måleri. På grund av sitt stora hembygdsintresse blev många miljöer och fastigheter i Kristinehamn och Närke avbildade. Dessa bilder har i dag ett stort kulturhistoriskt värde. 
Rydberg är representerad vid Järnvägsmuseet, Värmlands museum, Kristinehamns läroverks bibliotek och med en handteckning vid Nationalmuseum.
En minnesutställning med Rydberg och Isak Fredrik Kullbergs tavlor visades i Kristinehamn 1960 och 2015 visade Kristinehamns bildarkiv ett urval av Rydbergs målningar, teckningar och skisser.

### Övriga källor
- Kristinehamns-konstnärer', Sten V. Brandberg, Kulturnämnden Kristinehamn, 1980, sid 10, Libris 264388
- Svenskt konstnärslexikon del IV sid 567-568 Allhems Förlag, Malmö, Libris 8390293